# Parafia św. Jerzego w Długopolu Dolnym
Parafia św. Jerzego w Długopolu Dolnym znajduje się w dekanacie bystrzyckim w diecezji świdnickiej. Była erygowana w 1979 r. Jej administratorem jest ks. Arkadiusz Raczyński. 

## Filia

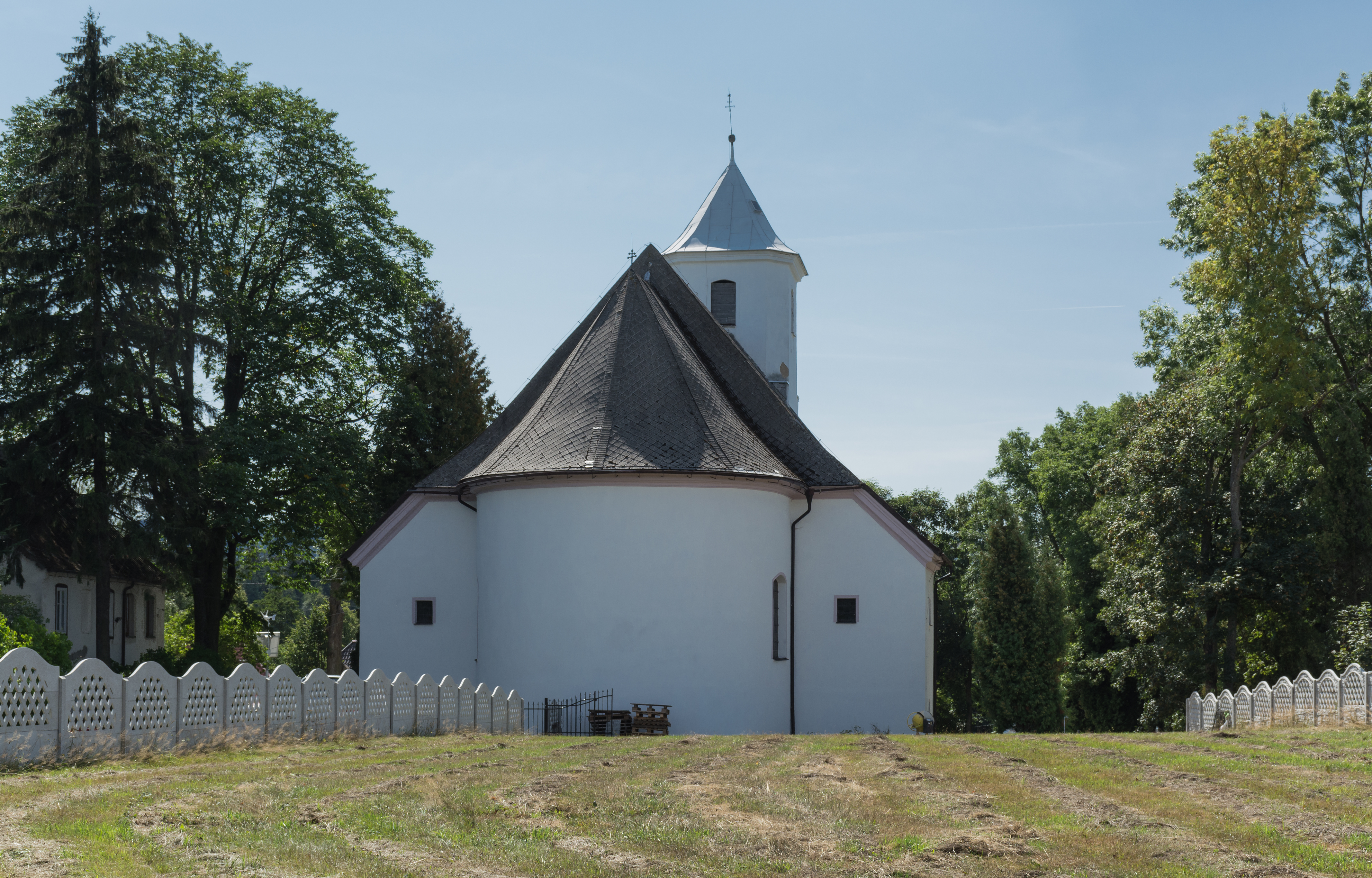
Kościół św. Józefa Robotnika w Ponikwie